# Pingasa albida
Pingasa albida là một loài bướm đêm trong họ Geometridae.